# Hellfire (1349)
Hellfire è il terzo album dei 1349.
L'unico video ufficiale rilasciato dalla band è quello della terza traccia, Sculptor of Flesh. Una particolarità di questo album è nell'ultima traccia, Hellfire, che termina esattamente al minuto 13:49.

## Tracce
1. I Am Abomination
2. Nathicana
3. Sculptor of Flesh
4. Celestial Decostruction
5. To Rottendom
6. From the Deeps
7. Slaves to Slaughter
8. Hellfire

## Formazione
- Olav "Ravn" Bergene - voce
- André "Tjalve" Kvebek - chitarra
- Tor Risdal "Seidemann" Stavenes - basso elettrico
- Kjetil-Vidar "Frost" Haraldstad - batteria